# کارن براون (ورزشکار)
کارن براون (انگلیسی: Karen Brown؛ زادهٔ ۹ ژانویهٔ ۱۹۶۳) بازیکن هاکی روی چمن اهل بریتانیا است.